# Control (專輯)
《Control》是Beyond在1992年1月發行Control新曲+精選。

## 曲目
1. 報答一生
2. 灰色軌跡
3. 大地
4. 歲月無聲
5. 與妳共行
6. 舊日的足跡
7. Amani
8. 交織千個心
9. 光輝歲月
10. 未曾後悔
11. 冷雨夜
12. 懷念您
13. 再見理想